# Tomášovce (okres Rimavská Sobota)
Tomášovce (maďarsky Balogtamási) je obec na Slovensku v okrese Rimavská Sobota v Banskobystrickém kraji. V roce 2019 zde žilo 176 obyvatel, z nichž většina se hlásí k maďarské národnosti.

## Historie
První písemná zmínka o vsi Tomášovce pochází z roku 1405.

## Geografie
Obec se nachází v regionu Gemer v Rimavské kotlině. Centrum vsi je vzdáleno devět kilometrů východně od Rimavské Soboty a leží v nadmořské výšce 184 m n. m. Obcí protéká Tomášovský potok a okrajem katastru teče potok Hnojník, které ústí zprava do Blhu, přítoku Rimavy. Západní část katastrálního území obce je zalesněna. Na západním okraji katastru obce se nachází kopec Veľký Feniveš s výškou 270 m a na jihozápadní hranici s katastrem Sútora vrch Malý Ťahan se 279 m.

## Obyvatelstvo
Podle sčítání lidu v roce 2011 v obci Tomášovce žilo 192 obyvatel, z toho se 137 hlásilo k maďarské národnosti, 36 ke slovenské národnosti a tři k české národnosti. 16 obyvatel svoji národnost neuvedlo. 90 obyvatel se přihlásilo k římskokatolické církvi, 69 k reformované křesťanské církvi, tři k evangelické církvi augsburského vyznání, dva k evangelické církvi metodistické a jeden uvedl křesťanské sbory. Sedm obyvatel bylo bez vyznání a 20 svoji víru neuvedlo.

## Doprava
Katastrem obce prochází silnice I/16, která spojuje Rimavskou Sobotu s Tornaľou a Rožňavou. Po této silnici současně vedou evropské silnice E58 a E571. Podél této silnice I. třídy v některých úsecích paralelně probíhá rychlostní silnice R2.

## Pamětihodnosti
V Tomášovcích se nachází klasicistní kostel reformované církve. Tato jednolodní stavba pochází z roku 1820, v letech 1922 a 1949 prošel kostel rekonstrukcí. Interiér, zaklenutý valenou klenbou je zařízen inventářem ze 20. století. Jsou zde protilehlé empory. Varhany s neorenesančním obložením pocházejí z roku 1911. Fasády kostela jsou hladké, při vstupu návštěvník prochází přízemím věže, která je zakončena barokní kupolí. Vedle kostela se nachází hřbitov.
Dále je v obci Tomášovce soubor lidových domů s valbovými střechami z 19. století. Na fasádách jsou štukované dekory s rustikálními motivy. Památkově chráněny jsou domy číslo 4 a 12.

## Galerie

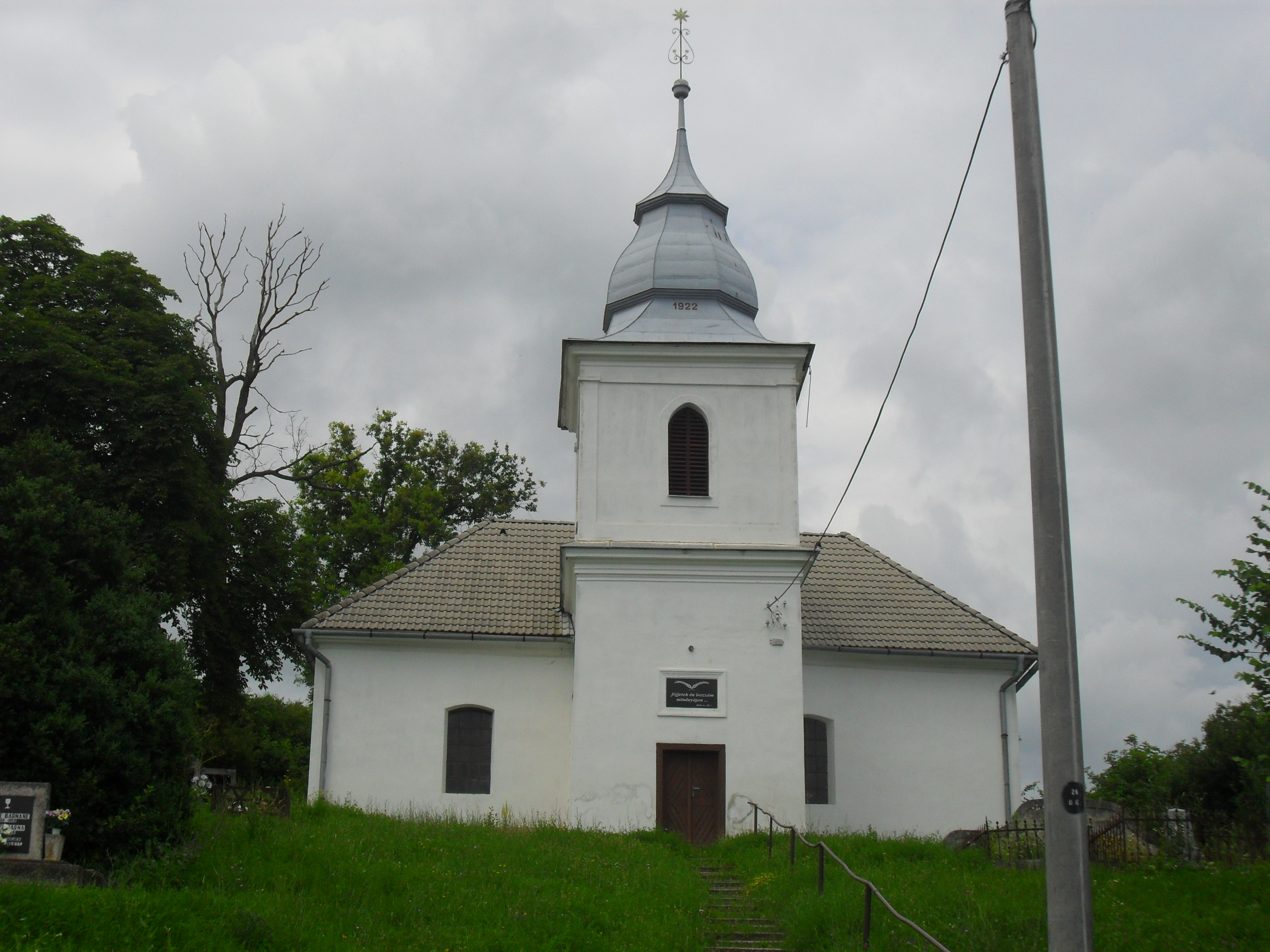
kostel reformované církve
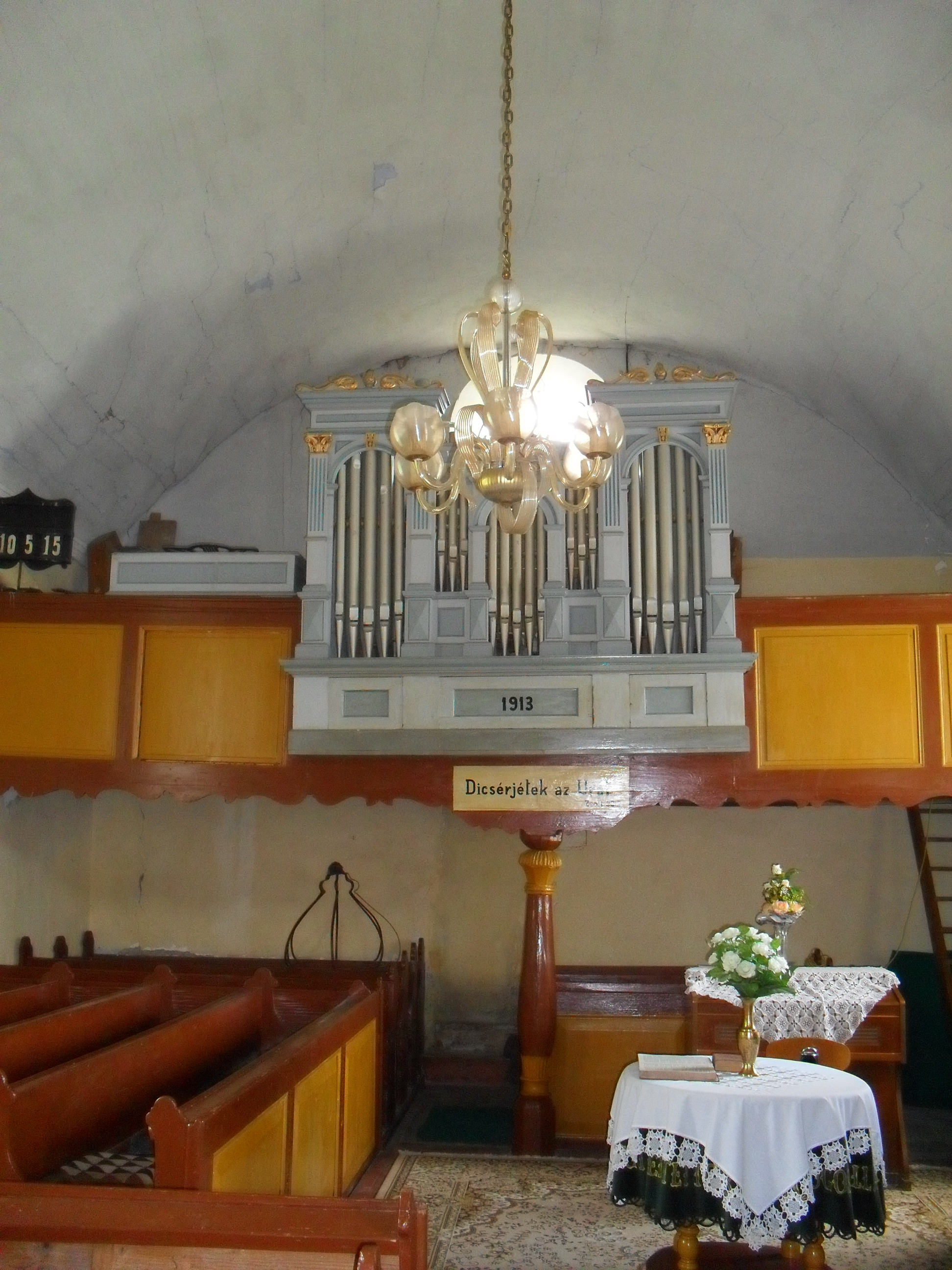
interiér kostela
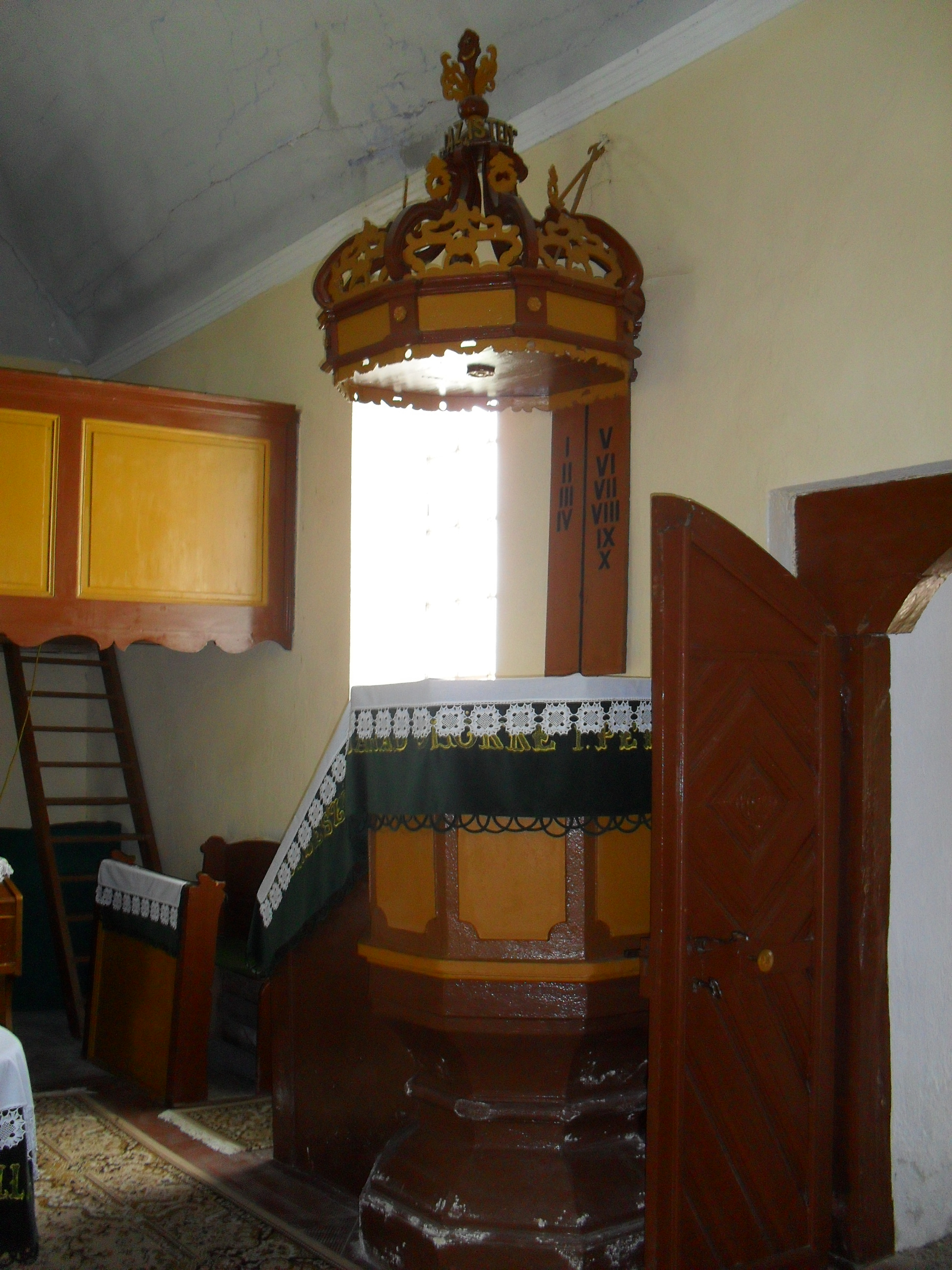
kazatelna
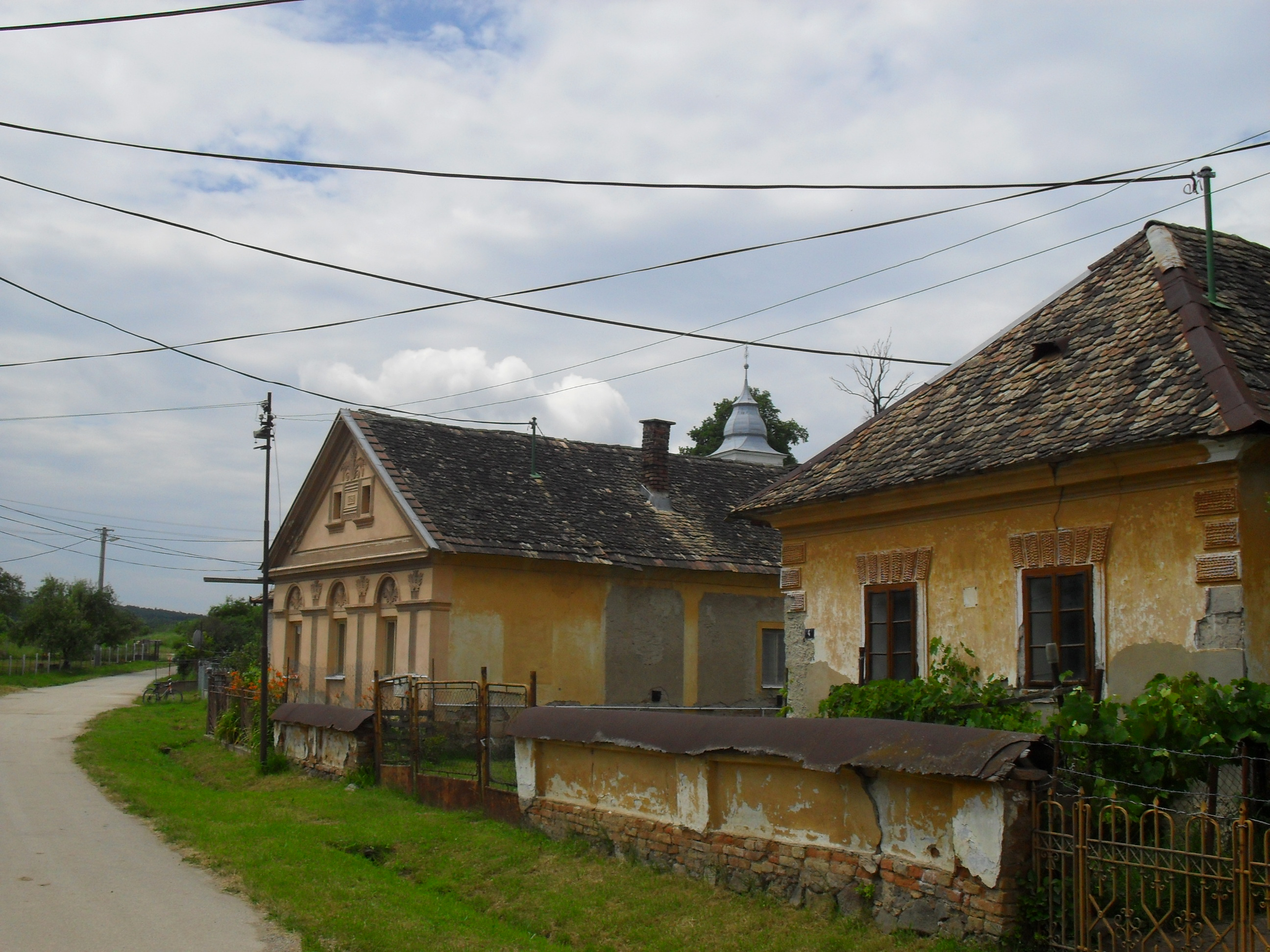
stavby lidové architektury
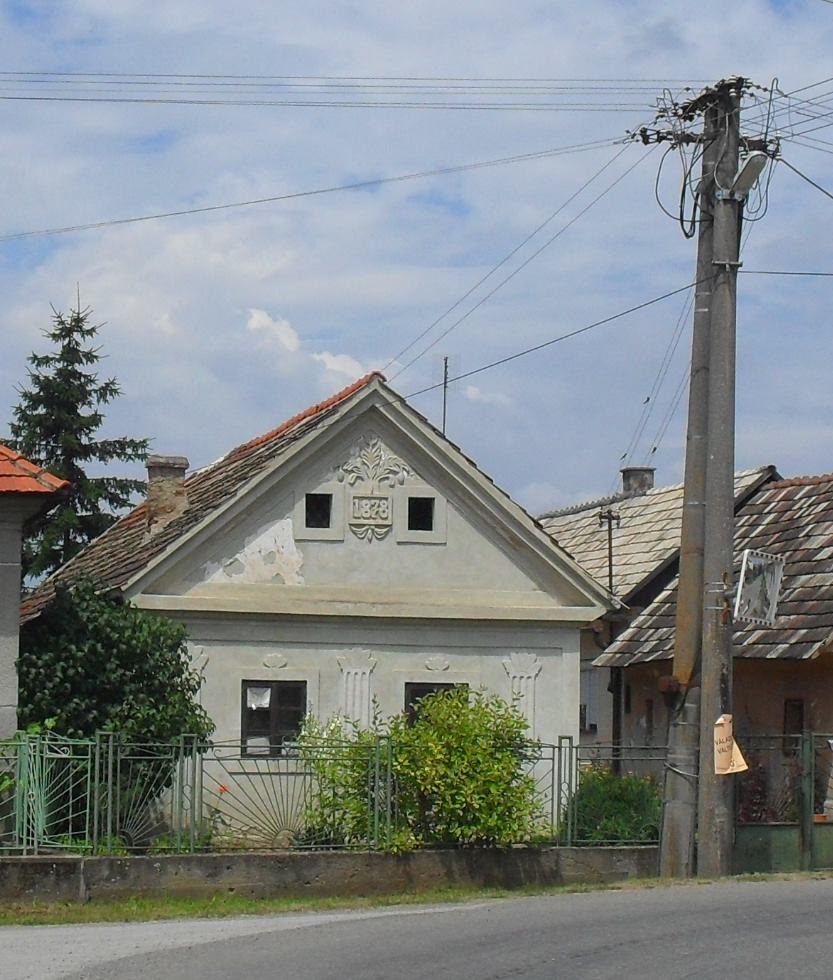
památkově chráněné č.p. 12
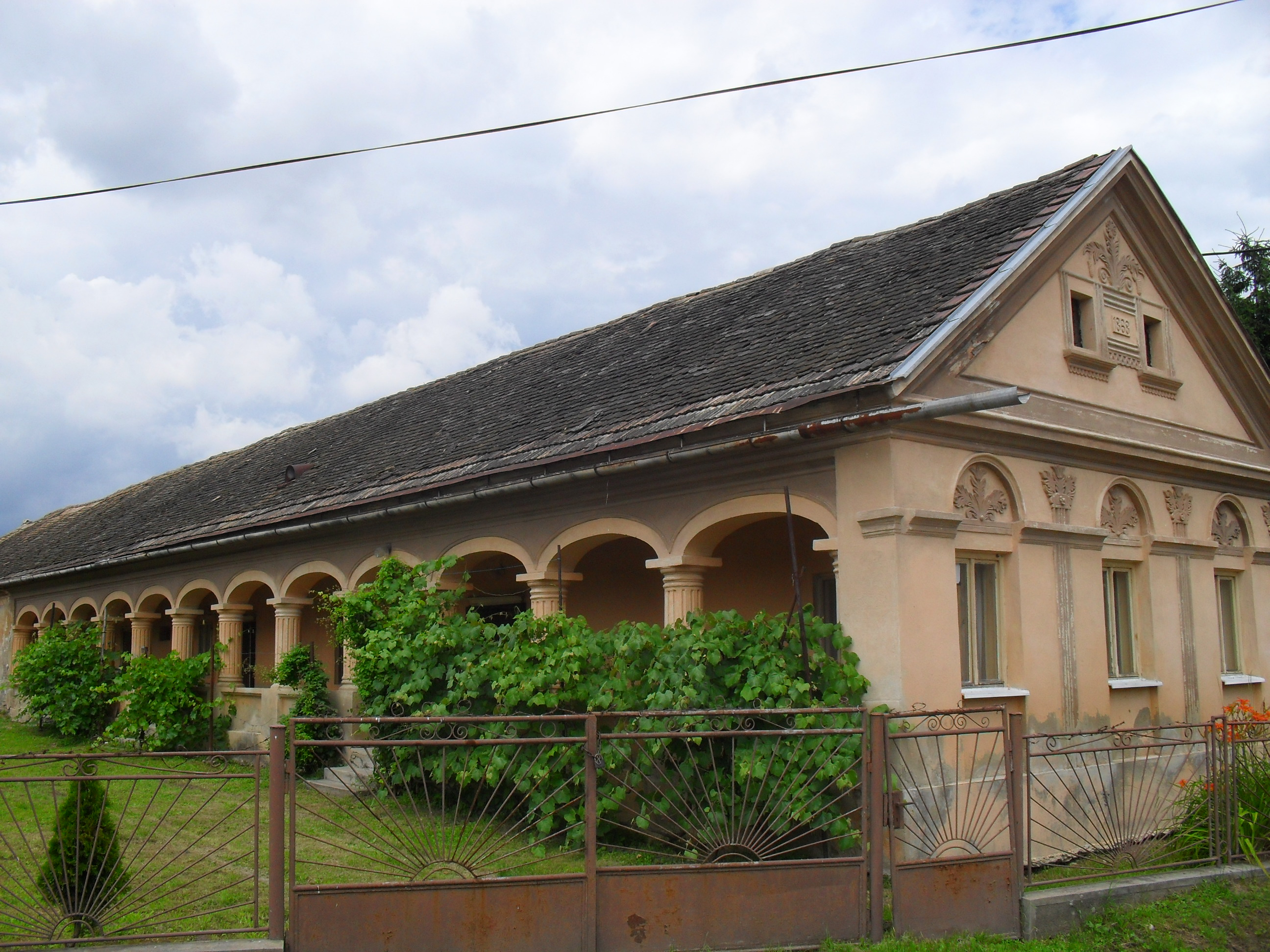
památkově chráněné č.p. 4
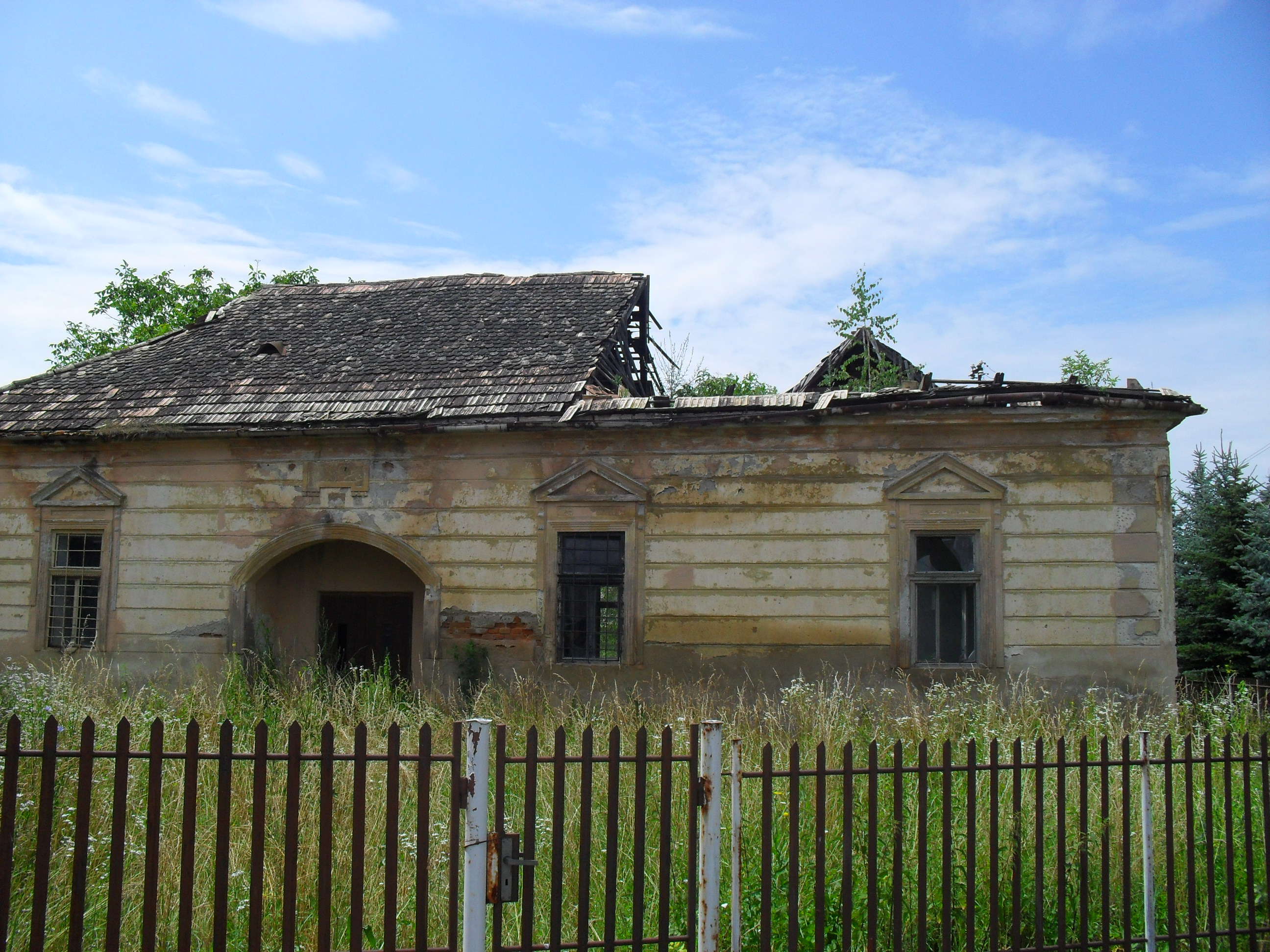
lidová architektura
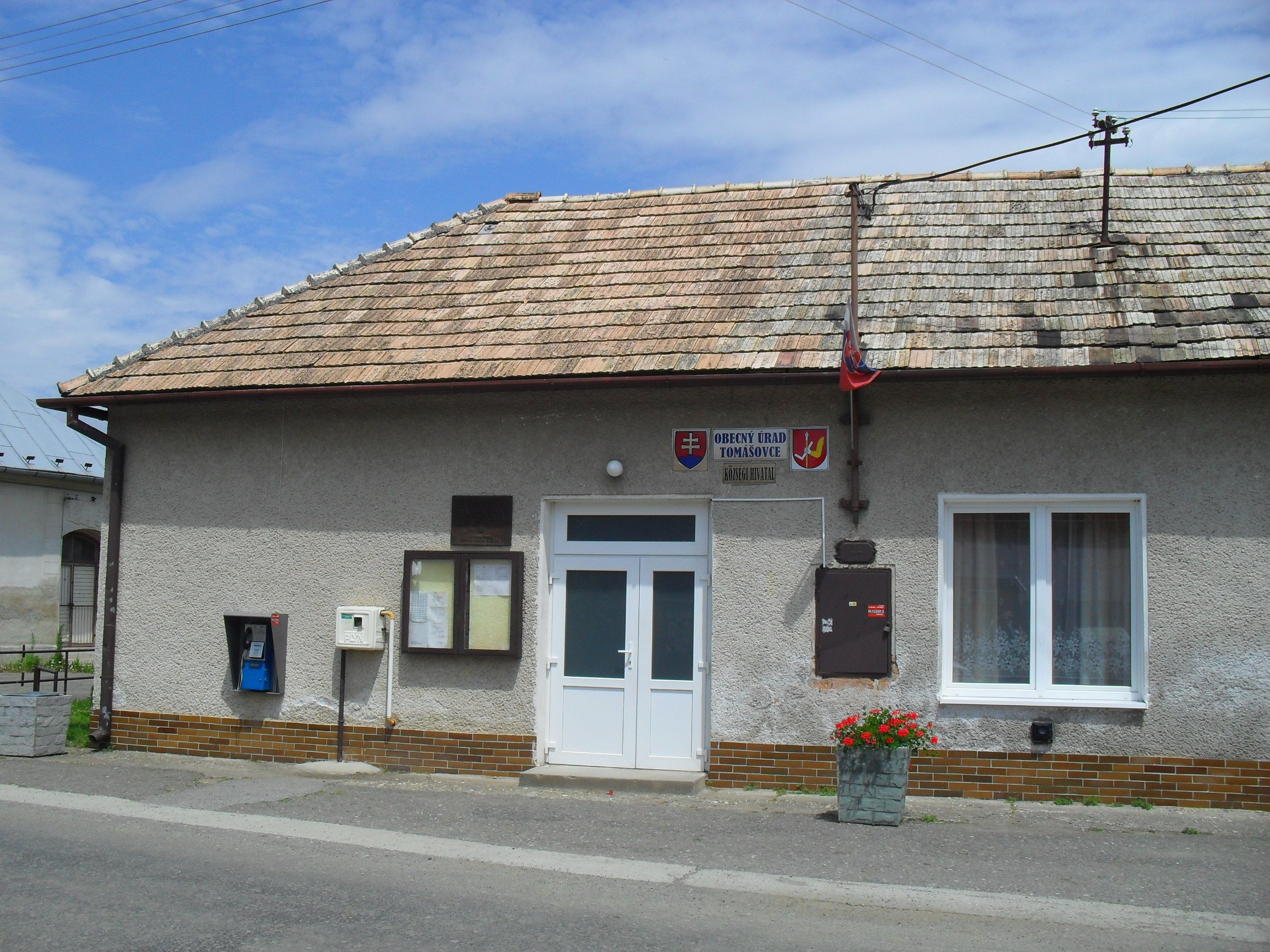
obecní úřad
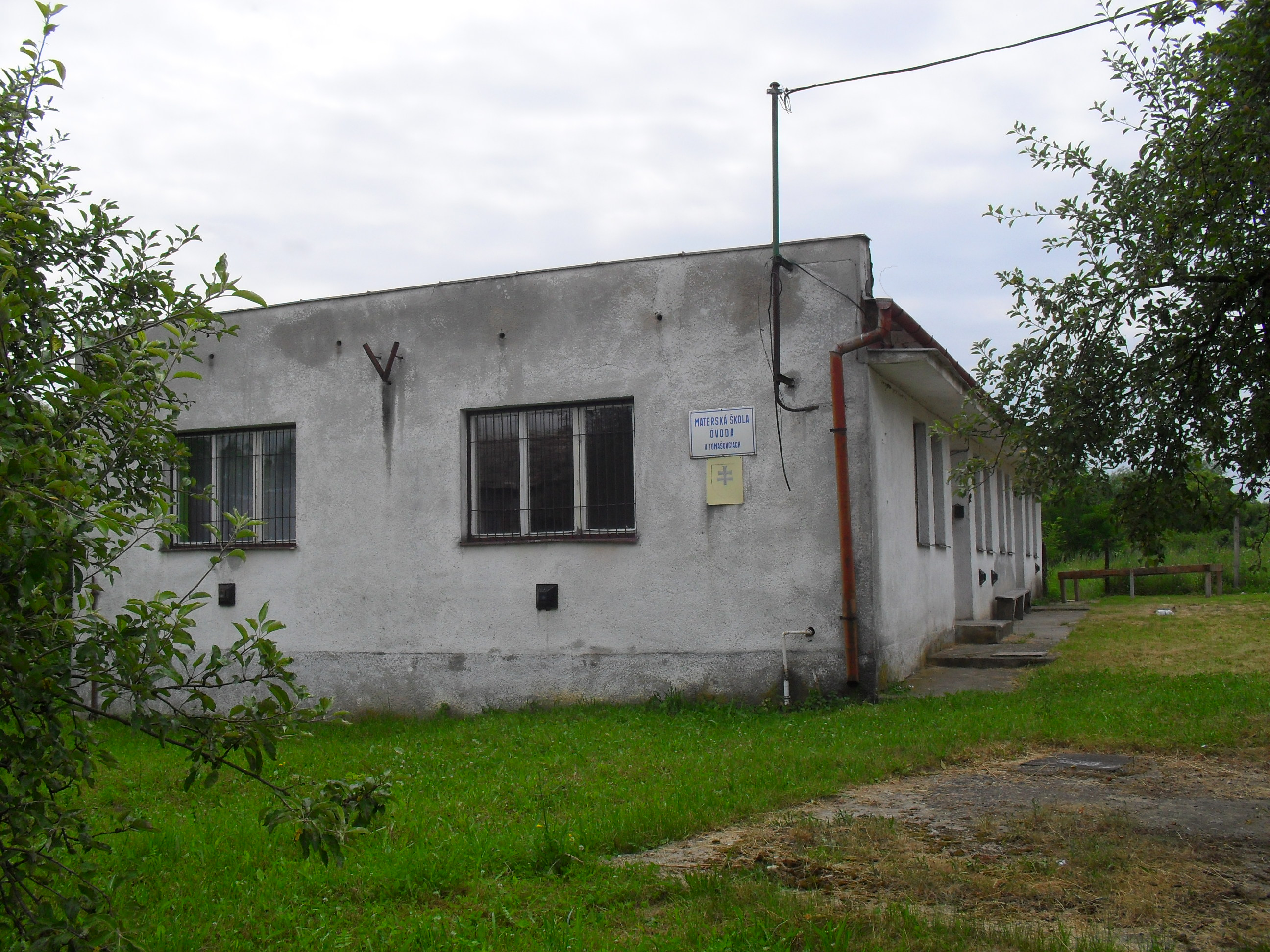
mateřská škola
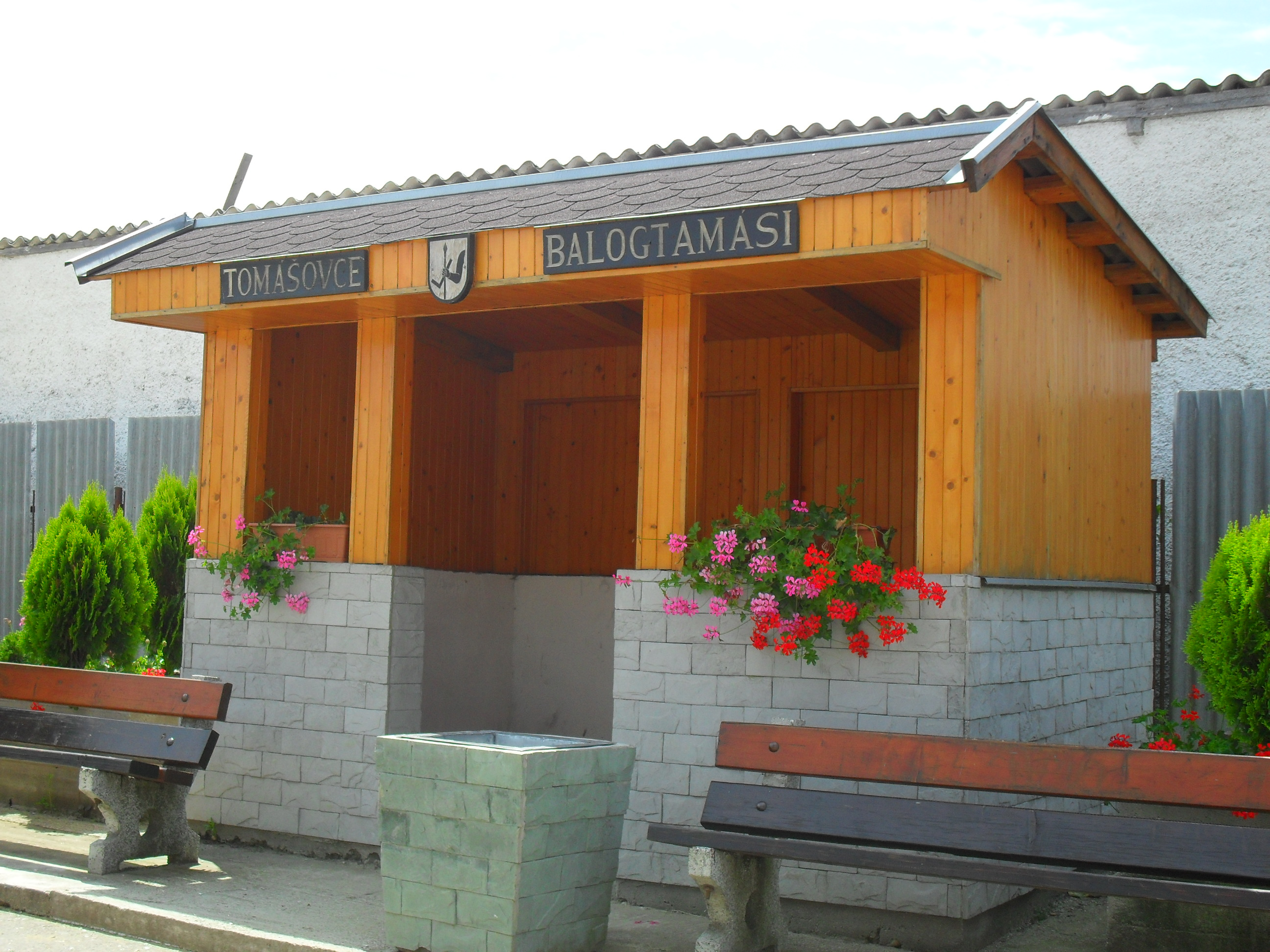
čekárna
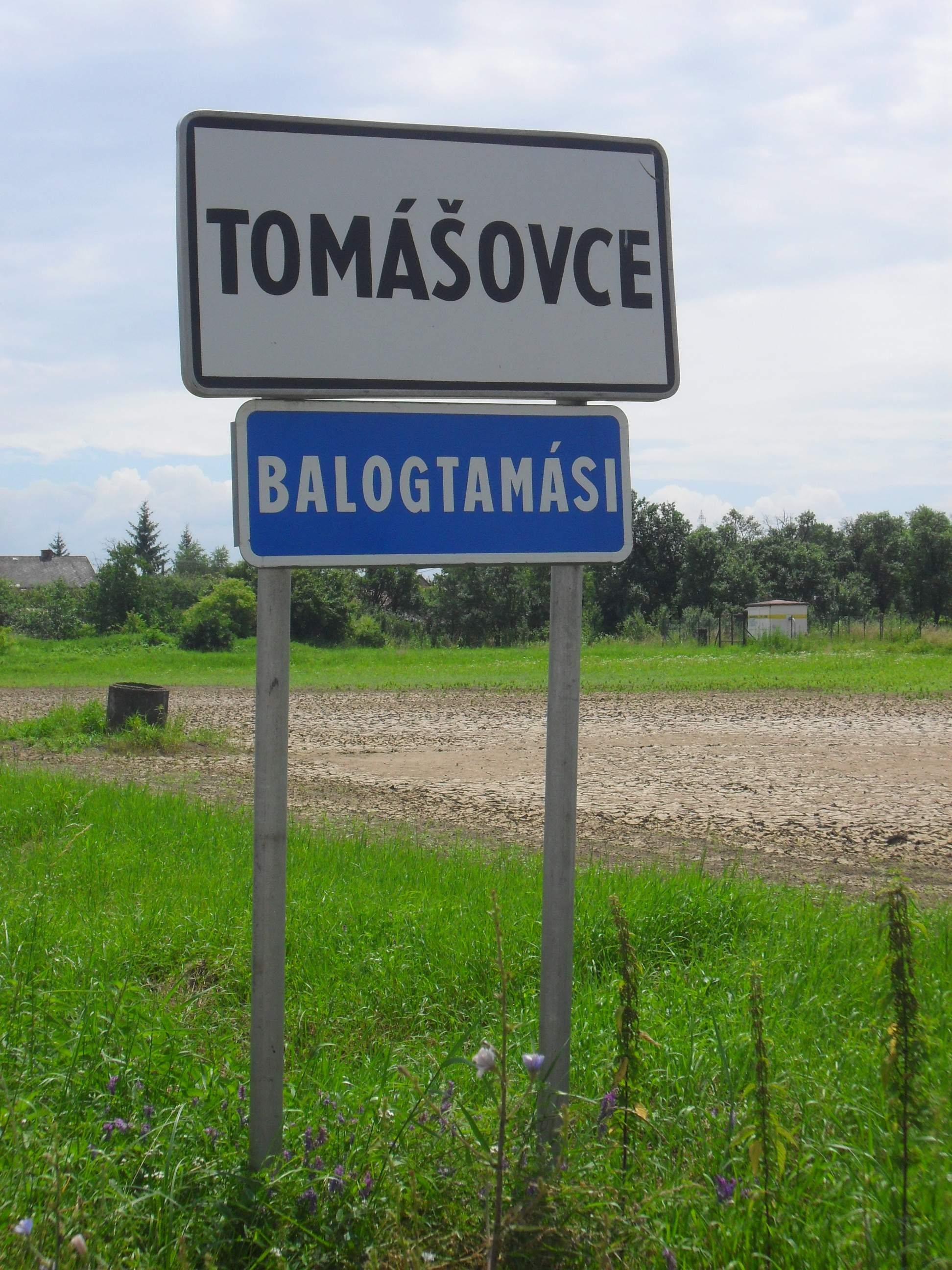
dvojjazyčná cedule